# Гернінг Блю-Фокс
«Гернінг Блю-Фокс» (дан. Herning Blue Fox) — хокейний клуб з міста Гернінг, Данія. Заснований у 1947 році.

## Історія
Клуб засновано в місті Гернінг 5 лютого 1947 року. Серед засновників команди був Кай Лассен, який відіграв велику роль у створенні Хокейного Союзу Данії. У 1965 році відкрита хокейна ковзанка. Наприкінці 60-их років минулого століття створюється фарм-клуб, який виступає в другому дивізіоні.
У 1973 році «Гернінг» вперше стає чемпіоном Данії. Через чотири роки клуб здобув другий титул. Втретє чемпіоном «Гернінг» став через десять років у 1987 році. У 1990-их роках клуб з Гернінга домінує в лізі і додає до свого активу шість чемпіонських титулів.
У 1998 році команда отримує сучасну назву. З 1999 по 2001 роки команду очолював в минулому гравець клубу фін Петрі Скріко, під його керівництвом «Блю-Фокс» у 2001 році вдесяте здобувають золоті нагороди. Останній чемпіонський сезон датується 2012 роком.

## Домашня арена

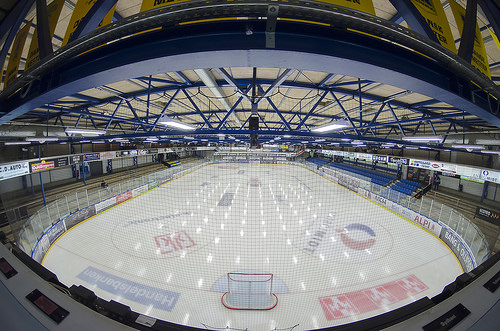
Загальний вигляд арени

«КВІК Арена» домашній стадіон клубу, відкритий в 1987 році. Арена вміщує 4105 глядачів.

## Досягнення
Суперліга
- (16): 1973, 1977, 1987, 1991, 1992, 1994, 1995, 1997, 1998, 2001, 2003, 2005, 2007, 2008, 2011, 2012
- (7): 1975, 1985, 1990, 1993, 2000, 2009, 2018

Кубок Данії
- (5): 1991, 1994, 1996, 1998, 2012